# Carl Jenkinson
Carl Daniel Jenkinson (* 8. Februar 1992 in Harlow) ist ein englischer Fußballspieler mit finnlandschwedischen Wurzeln, der zuletzt bei Nottingham Forest unter Vertrag stand. 

## Karriere

### Verein
Carl Jenkinson begann seine Karriere im Jahr 2000 in der Jugendakademie von Charlton Athletic. Noch bevor er zur Saison 2010/11 den Sprung in den Profikader schaffte, wurde Anfang des Jahres 2010 an den Sechstligisten Welling United verliehen, wo er bis zum Ende seiner Leihzeit zehn Ligapartien bestritt. Im November 2010 wurde der Doppelstaatsbürger für drei Monate an Eastbourne Borough verliehen. Doch nach nur vier Ligaspielen wurde Jenkinson von Charlton Athletic wieder zurückgerufen. Sein Pflichtspieldebüt für Charlton gab er am 15. Dezember beim Spiel in der Football League Trophy gegen den FC Brentford. Bis zum 15. Februar 2011 musste er warten, bis er auch in der Liga seinen Einstand geben konnte, die Partie gegen Hartlepool United endete aber mit einer 1:2-Niederlage. Bis zum Saisonende konnte er acht Ligaeinsätze für sich verbuchen.
Im Juni 2011 unterschrieb er einen Vertrag beim Topklub FC Arsenal, für eine unbekannte Ablösesumme, die auf circa eine Million Pfund Sterling geschätzt wird.
Erstmals für das Profiteam kam er in der Saisonvorbereitung 2011 während der Asien-Reise zum Einsatz. Sein Pflichtspieldebüt folgte am 16. August in der Playoffrunde der UEFA-Champions-League-Qualifikation gegen den italienischen Vertreter Udinese Calcio, wo er in der 54. Minute Johan Djourou ersetzte. In seinem zweiten Ligaspiel für Arsenal, musste er bei der 2:8-Niederlage gegen Manchester United in der 77. Minute mit einer gelb-roten Karte das Feld verlassen.
Nachdem nach dem Abgang von Bacary Sagna zusätzlich Mathieu Debuchy und Calum Chambers für die Rechtsverteidigerposition verpflichtet wurden, wurde Jenkinson für die Saison 2014/15 an West Ham United ausgeliehen. Im Sommer 2015 wurde Jenksinons Vertrag bei Arsenal langfristig verlängert und die Leihe mit West Ham auf die Saison 2015/16 ausgedehnt. Nach einer Knieverletzung kehrte Jenkinson im Frühjahr 2016 zum FC Arsenal zurück.
Am 21. August wurde bekanntgegeben, dass Jenkinson an den Zweitligisten Birmingham City für eine Saison (2017/18) verliehen wird.
Nachdem Jenkinson die Saison 2018/19 wieder bei Arsenal verbracht hatte, wechselte er zur Saison 2019/20 zum Zweitligisten Nottingham Forest. Bei Forest kam er in den kommenden drei Spielzeiten nicht über die Rolle als Ergänzungsspieler hinaus. Ende Januar 2022 wechselte er daher auf Leihbasis bis zum Ende der Spielzeit zum australischen Verein Melbourne City FC.

### Nationalmannschaft
Zuerst spielte Jenkinson viermal für die englische U17-Nationalmannschaft, doch entschied sich danach aufgrund der Nationalität seiner Mutter für die finnischen Jugendnationalmannschaften zu spielen. Für die finnische U-18-Nationalmannschaft lief er einmal auf. Sein erstes Spiel für die U19-Nationalmannschaft Finnlands absolvierte er bei einer 0:2-Niederlage gegen Polen. Sein erstes Tor erzielte er beim 6:2-Kantersieg über Moldawien. Am 3. Juni 2011 bestritt er sein erstes Länderspiel für die U21-Nationalmannschaft beim 0:0-Unentschieden gegen Malta, als er in der 66. Minute für Henri Toivomäki eingewechselt wurde.
Am 13. November 2012 wurde Jenkinson von Roy Hodgson erstmals für die A-Nationalmannschaft Englands nominiert, als er nachträglich für ein Freundschaftsspiel gegen Schweden aufgeboten wurde.